# Copa del Rei de futbol 1911
La Copa del Rei de futbol 1911 va ser la novena edició de la Copa d'Espanya.

## Detalls
La competició es disputà entre el 9 i el 15 d'abril de 1911. Els equips inscrits foren:
- País Basc: Athletic Club, Bilbao FC i Reial Societat.
- Catalunya: CD Espanyol i FC Barcelona.
- Galícia: Real Club Fortuna de Vigo i Deportivo de La Coruña.
- Madrid: Sociedad Gimnástica Española.
- Cantàbria: Santander FC.
- Equips Militars: Acadèmia d'Artilleria de Segòvia, Acadèmia d'Infanteria de Toledo, Acadèmia de Cavalleria de Valladolid i Acadèmia d'Enginyers de Guadalajara.

Havien de participar-hi 13 equips, però Deportivo de La Coruña i Academia de Ingenieros abandonaren abans de començar la competició. A més, després del primer partit de l'Athletic de Bilbao, la Real Sociedad protestà per l'alineació de dos jugadors anglesos al conjunt bilbaí. La Federació donà la raó a l'Athletic i la Real Sociedad abandonà la competició. La resta de clubs donaren la raó a la Real i amenaçaren d'abandonar. Finalment l'Athletic va convenir en no alinear més els dos jugadors anglesos, però refusà repetir el primer partit. En aquesta decisió se situen les arrels de la política de fitxatges del club bilbaí.

## Fase Final
|  | Vuitens de final | Vuitens de final     |               |   | Quarts de final | Quarts de final |  |  | Semifinal  | Semifinal  |  |  | Final      | Final      |
|  | 9 d'abril        | 9 d'abril            |               |   | 10 i 12 d'abril | 10 i 12 d'abril |  |  | 14 d'abril | 14 d'abril |  |  | 15 d'abril | 15 d'abril |
|  |                  |                      |               |   |                 |                 |  |  |            |            |  |  |            |            |
|  |                  |                      |               |   |                 |                 |  |  |            |            |  |  |            |            |
|  |                  |                      |               |   |                 |                 |  |  |            |            |  |  |            |            |
|  | Athletic Club    | 2                    |               |   |                 |                 |  |  |            |            |  |  |            |            |
|  | Athletic Club    | 2                    |               |   |                 |                 |  |  |            |            |  |  |            |            |
|  | Fortuna de Vigo  | 0                    |               |   |                 |                 |  |  |            |            |  |  |            |            |
|  | Fortuna de Vigo  | 0                    | Athletic Club | 4 |                 |                 |  |  |            |            |  |  |            |            |
|  |                  |                      |               | 4 |                 |                 |  |  |            |            |  |  |            |            |
|  |                  | Bilbao FC            | 1             |   |                 |                 |  |  |            |            |  |  |            |            |
|  | Bilbao FC        | Bilbao FC            | 1             | 2 |                 |                 |  |  |            |            |  |  |            |            |
|  | Bilbao FC        |                      |               | 2 |                 |                 |  |  |            |            |  |  |            |            |
|  | A.A. Segovia     | 1                    |               |   |                 |                 |  |  |            |            |  |  |            |            |
|  | A.A. Segovia     | 1                    | Athletic Club | 2 |                 |                 |  |  |            |            |  |  |            |            |
|  |                  |                      |               | 2 |                 |                 |  |  |            |            |  |  |            |            |
|  |                  | Gimnástica de Madrid | 0             |   |                 |                 |  |  |            |            |  |  |            |            |
|  |                  | Gimnástica de Madrid | 0             |   |                 |                 |  |  |            |            |  |  |            |            |
|  |                  |                      |               |   |                 |                 |  |  |            |            |  |  |            |            |
|  |                  |                      |               |   |                 |                 |  |  |            |            |  |  |            |            |
|  | FC Barcelona     | 4                    |               |   |                 |                 |  |  |            |            |  |  |            |            |
|  | FC Barcelona     | 4                    |               |   |                 |                 |  |  |            |            |  |  |            |            |
|  |                  | Gimnástica de Madrid | 0             |   |                 |                 |  |  |            |            |  |  |            |            |
|  |                  | Gimnástica de Madrid | 0             |   |                 |                 |  |  |            |            |  |  |            |            |
|  |                  |                      |               |   |                 |                 |  |  |            |            |  |  |            |            |
|  |                  |                      |               |   |                 |                 |  |  |            |            |  |  |            |            |
|  | Athletic Club    | 3                    |               |   |                 |                 |  |  |            |            |  |  |            |            |
|  | Athletic Club    | 3                    |               |   |                 |                 |  |  |            |            |  |  |            |            |
|  |                  | CD Espanyol          | 1             |   |                 |                 |  |  |            |            |  |  |            |            |
|  |                  | CD Espanyol          | 1             |   |                 |                 |  |  |            |            |  |  |            |            |
|  |                  |                      |               |   |                 |                 |  |  |            |            |  |  |            |            |
|  |                  |                      |               |   |                 |                 |  |  |            |            |  |  |            |            |
|  | CD Espanyol      | 6                    |               |   |                 |                 |  |  |            |            |  |  |            |            |
|  | CD Espanyol      | 6                    |               |   |                 |                 |  |  |            |            |  |  |            |            |
|  |                  | A.I. Toledo          | 0             |   |                 |                 |  |  |            |            |  |  |            |            |
|  |                  | A.I. Toledo          | 0             |   |                 |                 |  |  |            |            |  |  |            |            |
|  |                  |                      |               |   |                 |                 |  |  |            |            |  |  |            |            |
|  |                  |                      |               |   |                 |                 |  |  |            |            |  |  |            |            |
|  | CD Espanyol      |                      |               |   |                 |                 |  |  |            |            |  |  |            |            |
|  |                  |                      |               |   |                 |                 |  |  |            |            |  |  |            |            |
|  |                  | A.C. Valladolid      |               |   |                 |                 |  |  |            |            |  |  |            |            |
|  |                  |                      |               |   |                 |                 |  |  |            |            |  |  |            |            |
|  |                  |                      |               |   |                 |                 |  |  |            |            |  |  |            |            |
|  |                  |                      |               |   |                 |                 |  |  |            |            |  |  |            |            |
|  | A.C. Valladolid  | 1                    |               |   |                 |                 |  |  |            |            |  |  |            |            |
|  | A.C. Valladolid  | 1                    |               |   |                 |                 |  |  |            |            |  |  |            |            |
|  |                  | Santander FC         | 0             |   |                 |                 |  |  |            |            |  |  |            |            |
|  |                  | Santander FC         | 0             |   |                 |                 |  |  |            |            |  |  |            |            |
|  |                  |                      |               |   |                 |                 |  |  |            |            |  |  |            |            |
|  |                  |                      |               |   |                 |                 |  |  |            |            |  |  |            |            |

## Ronda preliminar
| Athletic Bilbao                        | 2-0 | Fortuna Vigo |
| -------------------------------------- | --- | ------------ |
| Martyn Veitch · Alejandro Smith Ybarra |     |              |

| Bilbao FC | 2-1 | Academia de Artillería |
| --------- | --- | ---------------------- |
| ? · ?     |     | ?                      |

## Quarts de final
| CD Espanyol           | 6-0 | Academia de Infantería |
| --------------------- | --- | ---------------------- |
| ? · ? · ? · ? · ? · ? |     |                        |

| Academia de Caballería | 1-0 | Santander FC |
| ---------------------- | --- | ------------ |
| ?                      |     |              |

| FC Barcelona                                                    | 4-0 | Sociedad Gimnástica |
| --------------------------------------------------------------- | --- | ------------------- |
| Percy Wallace · Percy Wallace · Percy Wallace · George Pattullo |     |                     |

| Athletic Bilbao                                              | 4-1 | Bilbao FC                |
| ------------------------------------------------------------ | --- | ------------------------ |
| Severino Zuazo · José María Belauste · Remigio Iza · Arbaiza |     | Rafael Moreno "Pichichi" |

## Semifinals
| Athletic Bilbao                | 2-0 | Sociedad Gimnástica |
| ------------------------------ | --- | ------------------- |
| Martyn Veitch · Severino Zuazo |     |                     |

| CD Espanyol | no es disputà | Academia de Caballería |
| ----------- | ------------- | ---------------------- |
|             |               |                        |

 Estadi Jolaseta, Getxo

## Final
| Athletic Bilbao                                 | 3 - 1 | CD Espanyol   |
| ----------------------------------------------- | ----- | ------------- |
| Martyn Veitch · Luis Belaunde · Manolo Guernica |       | Antonio Neyra |

## Campió
| Campions de la Copa d'Espanya 1911 |
| ---------------------------------- |
| · Athletic Club · 4t títol         |